# Karby (Vallentuna)
Karby ist ein Tätort in der Gemeinde Vallentuna. Er liegt an der E18, gegenüber von Brottby auf der anderen Seite der Schnellstraße. 2015 hatte Karby 853 Einwohner. Bei einer Fläche von 55 Hektar beträgt die Bevölkerungsdichte 1551 Einwohner/km².